# Алина (племя)
Алина — название неарийского племени, упоминаемого в 7-й мандале «Ригведы» (7.18.7). Алина было одним из племён, над которыми в Битве десяти царей одержал победу царь Судас и возглавляемое им войско племени тритсу. Племя алина обитало на правом берегу Инда, севернее Гандхары и к востоку от Кафиристана. Земли этого региона называются именем «алина» в трудах китайского путешественника Сюаньцзана. Шрикант Талагери отождествляет алинов с эллинами (древними греками).